# 2742 Gibson
2742 Gibson eller 1981 JG3 är en asteroid i huvudbältet som upptäcktes den 6 maj 1981 av den amerikanska astronomen Carolyn S. Shoemaker vid Palomar-observatoriet. Den är uppkallad efter den amerikanske astronomen James B. Gibson.
Asteroiden har en diameter på ungefär 10 kilometer och den tillhör asteroidgruppen Koronis.